# Anita Pichler
Anita Pichler (Merano, 28 gennaio 1948 – Bolzano, 6 aprile 1997) è stata una scrittrice e traduttrice italiana di madrelingua tedesca.

## Biografia
Nata a Merano e cresciuta tra Scena e Solda, a 16 anni si trasferì a Trieste per terminare le scuole superiori; successivamente si laureò in slavistica e germanistica all'Università Ca' Foscari di Venezia.
Tra il 1974 ed il 1976 fu redattrice presso Marsilio Editori, mentre due anni più tardi vinse una borsa di studio alla Humboldt-Universität di Berlino Est, dove entrò in contatto con gli ambienti letterari, in particolare legati a Heiner Müller.
Decisa ad intraprendere la carriera di scrittrice, fece ritorno a Venezia con un incarico di lettrice all'università, grazie al quale poté dedicarsi alla scrittura. Il suo esordio letterario fu Die Zaunreiterin nel 1986, edito da Suhrkamp Verlag, accolto dalla critica con pareri contrastanti. Il successo la spinse a lasciare l'incarico all'università.
Seguirono poi Wie die Monate das Jahr (unico testo pubblicato in italiano, col titolo Come i mesi l'anno, per la traduzione di Valentina Di Rosa), Die Frauen aus Fanis (con illustrazioni di Markus Vallazza), Beider Augen Blick. La raccolta di testi inediti Flatterlicht uscì invece postuma nel 2007.
Nelle sue opere la Pichler tratta figure storiche o mitologiche, immerse tuttavia nel presente, con una peculiare tecnica narrativa ed una prosa molto poetica che hanno segnato molto le successive generazioni di scrittori sudtirolesi.
Fu anche traduttrice: tra le altre opere, tradusse Le pietre di Pantalica di Vincenzo Consolo in tedesco.
A febbraio del 1995 le venne diagnosticato un tumore, e la Pichler decise di trasferirsi a Bolzano, dove morì nel 1997. Venne sepolta nel cimitero di Solda, località a cui era rimasta molto legata.
Nel 2015 la città di Bolzano ha deciso di dedicarle una piazza nel rione Casanova, inaugurata poi nel 2018.

## Opere
- (DE) Die Zaunreiterin, Francoforte sul Meno, Suhrkamp, 1986, ISBN 3-518-02582-1.
- Come i mesi l'anno, traduzione di Valentina Di Rosa, Merano, alpha beta, 2016  [1989], ISBN 88-7223-263-5.
- (DE) (con Markus Vallazza), Die Frauen aus Fanis. Fragmente zur ladinischen Überlieferung, Innsbruck, Haymon, 1992, ISBN 3-7099-7020-2.
- (DE) Beider Augen Blick, Innsbruck, Haymon, 1995, ISBN 3-85218-188-7.
- (DE) Haga Zussa. Die Zaunreiterin, Vienna, Folio, 2004, ISBN 3-85256-284-8.
- (DE) Helmut Luger (a cura di), Flatterlicht, Vienna, Folio, 2007, ISBN 3-85256-380-1.

## Letteratura su Anita Pichler
- (DE) Sabine Gruber e Renate Mumelter (a cura di), Es wird nie mehr Vogelbeersommer sein…: In memoriam Anita Pichler (1948-1997), Vienna, Folio, 1998, ISBN 3-85256-088-8.
- (DE) Ruth Bernardi, Elmar Locher e Sepp Mall (a cura di), Leteratura, Literatur, Letteratura. Texte aus Südtirol: In memoriam Anita Pichler, Bolzano, Sturzflüge, 1998.
- (DE) Sabine Gruber e Renate Mumelter (a cura di), Das Herz, das ich meine, Vienna, Folio, 2002, ISBN 3-85256-206-6.
- Brunamaria Dal Lago Veneri, Dodici incontri: una vita, Merano, alpha beta, 2012, ISBN 88-7223-197-3.